# Facultad de Ciencias Médicas (UNAH)
La Facultad de Ciencias Médicas de la Universidad Nacional Autónoma de Honduras es la institución pública de nivel superior del país encargada de la formación de profesionales de la salud.

## Fundación e Historia
La Facultad de Ciencias Médicas se creó durante el gobierno reformador del Doctor en Leyes Marco Aurelio Soto el 14 de febrero de 1882 de acuerdo al Código de Instrucción Pública, como Facultad de Medicina y Cirugía. Abrió sus cursos en Tegucigalpa, el 26 de febrero de 1882 presidiendo el acto el ministro de Instrucción Pública Doctor Ramón Rosa. 
Era Rector de la universidad en ese entonces el Doctor Adolfo Zúñiga y se nombró al Doctor Carlos Ernesto Bernhard de origen alemán como decano de la recién creada Facultad. Según el Código de la Instrucción Pública, la Carrera de Medicina constaba de seis cursos anuales.
En 1877 el Dr. Bernhard regresó a Honduras del exterior, donde ejerció su profesión médica; fue el primer médico y cirujano del Hospital General de Tegucigalpa. Durante catorce años ejerció como decano de la Facultad de Medicina y Cirugía, habiendo sido fundador y su primer decano. El primer médico graduado en la facultad en 1888 fue el Licenciado Julián Baires originario del Departamento de Santa Bárbara. 
Durante los 128 años de vida académica, la Facultad de Ciencias Médicas, ha visto cerrarse sus puertas en 2 ocasiones. 
En 1890, los estudiantes tuvieron que abandonar las aulas para incorporarse a las brigadas de vacunación contra la viruela, enfermedad que en esos momentos hacia estragos en el país. Las guerras civiles en Honduras y Centroamérica también obligaron a los estudiantes inexperimentados a atender a los soldados heridos.
En 1903 el presidente y general Manuel Bonilla decide establecer un albergue de prostitutas enfermas en las instalaciones de la facultad. Esta decisión fue protestada por los estudiantes que consideraron aquello como una ofensa y que lesionaba la buena reputación de que gozaban, pero ninguna de las dos partes quiso ceder y fue entonces que el general Bonilla cerró la Facultad, la cual permaneció así por varios años.
Esto obligó a la generación de médicos a formarse en Universidades de países vecinos como la Universidad de San Carlos en Guatemala, Costa Rica, México, Suramérica, y también en universidades de España. En 1910 el presidente Miguel Rafael Dávila Cuéllar reabre la facultad por presiones internacionales. Sin embargo, no contaba con el equipo necesario para una enseñanza de buena calidad. Materiales de laboratorio, pupitres, pizarras habían sido destruidos o robados. Fue hasta que el presidente Miguel Paz Barahona, siendo médico, consigue apoyo económico y material para la facultad.
La primera mujer graduada de médico es la doctora Martha Raudales Alvarado en el año de 1947.

## Espacios Físicos de la Facultad de Medicina
Creada en 1882, ha ocupado diferentes sedes siendo la primera de ellas en el local ubicado frente al Hospital General, fundado en 1878 en el local que ocupa actualmente, el palacio de los Ministerios. La Escuela de Medicina estaba ubicada en los predios que ocupa actualmente el edificio del Correo Nacional.
Cuando el Hospital General se trasladó a la zona conocida como San Felipe en 1926, la Facultad de Medicina, también trasladó su sede al mismo edificio, siendo decano, el doctor Manuel G. Zúñiga
Posteriormente, durante el gobierno del doctor Juan Manuel Gálvez, se traslada a las facultades de Medicina, Odontología y Química y Farmacia, a Comayagüela Libertad, antigua sede del Ministerio del Trabajo.
En esos años, la universidad no tenía una sede en conjunto, sino que las facultades funcionaban en edificios diferentes. Con la construcción del Hospital Materno Infantil. Se construye también el Edificio de la Escuela de Enfermería, en un área cercana al mismo hospital, trasladándose las oficinas administrativas de la Facultad de Ciencias Médicas, con las carreras de Medicina y Enfermería, en el año de 1968, donde funcionan hasta la actualidad. Durante la Decanatura del Dr. Marco Tulio Medina, en el 2013 se inaugura el Edificio de Ciencias de la Salud en Ciudad Universitaria donde funcionan los nuevos departamentos de la Facultad de Ciencias Médicas: Departamentos de Nutrición,Rehabilitación,Imágenes Biomédicas, así como la oficina del Profesor Honorario Sir Salvador Moncada, Banco Genético, Maestría de epidemiología, laboratorios de fisiología y bioquímica.

## Carreras impartidas
La carrera de Medicina y Cirugía con 8 años de duración, incluyendo
Un año de servicio social. Enfermería con 5 años de duración, con un año de servicio social. Nutrición con 4 años y medio.
Además las carreras técnicas, Fonoaudiologia, Rehabilitación y Radiotecnologia.
El plan de profesionalización de auxiliar de enfermería con cinco años de duración, iniciado en 1998.
La Facultad de Ciencias Médicas de la UNAH, había graduado 830 médicos, hasta 1978, siendo en los últimos 20 años que el número se ha incrementado hasta aproximadamente 6000 médicos, hasta aunque la tendencia actual es hacia la disminución de graduados por año.

### Estudios de postgrado
A partir de 1975 se inician en Honduras los estudios de posgrado en Medicina, siendo los primeros: 
Ginecología-Obstetricia (1975), 
Pediatría (1975), 
Medicina Interna (1978), 
Cirugía General (1978). 
En 1978 este año se trasladan los departamentos de Medicina Interna y Cirugía al moderno edificio contiguo al Hospital Materno Infantil, designándose toda el área hospitalaria como HOSPITAL-ESCUELA, incluyendo el Hospital Psiquiátrico de Agudos Dr. Mario Mendoza.
Posteriormente se crea el posgrado de Ortopedia (1982), 
Dermatología (1984), 
Anatomía patológica (1985), 
Oftalmología (1992).
Cirugía Plástica y Reconstructiva (1995), Psiquiatría (1996), 
Neurocirugía (1997), Anestesiología (1997), 
Neurología (1999), 
Maestría en Salud Pública (1995),
Además de Epidemiologia, Cirugía Oncológica, Rehabilitación, Radiología y Medicina Forense.
Postgrados en Enfermería: Salud Familiar, Atención en Salud Integral al Niño y al Adolescente y Salud Materno Perinatal, Enfermería en Quirófanos, creados desde 1995. Para 2020 se inician las Maestría en Enfermería con 6 orientaciones diferentes: Ginecología y Obstetricia, Cuidados Críticos y Urgencias, Pediatría, Salud Familiar y comunitaria, Perioperatoria  y Hematooncología.
Maestría en Salud Pública, creada en 1994.
Existen 18 programas de postgrado en Medicina que dependen de la facultad de Ciencias
Médicas

## Recursos
En 1962, a iniciativa de la Facultad y de la Asociación Médica Hondureña se fusionaron las colecciones de libros y revistas de ambas, y se formó la Biblioteca Médica Nacional que funcionó dependiente de la Facultad hasta 1970, año en que pasó a formar parte de la Biblioteca Central de la Universidad o Biblioteca de la Universidad Nacional Autónoma de Honduras.
Actualmente la facultad de medicina cuenta con la Biblioteca Médica, para uso de los estudiantes y médicos y personal docentes mostrando así avances tecnológicos para el uso facilitado del estudiante; dando la oportunidad de mejora cada día la enseñanza y aprendizaje con recursos electrónicos, cuenta con una Biblioteca y Hemeroteca que hacen sus servicios de préstamos de libros y revistas desde un tiempo atrás y ahora con el nuevo recurso de Biblioteca Virtual de Salud que enriquece más nuestros conocimientos a niveles mayores, dándonos accesos a ellas.
Entre otros la Facultad de Medicina ahora cuenta con su propia Revista y con la Revista Médica Hondureña, en línea tanto así la revista de posgrado Honduras Pediátrica, Revista de Neurociencia etc, que dan acceso a la información a todo el público.

## Decanos
Decanos de la Facultad de Medicina de Ciencias Médicas:

}